# 선암사
선암사(仙巖寺)는 전라남도 순천시의 조계산에 위치한 사찰이다. 한국불교 태고종의 총본산이다. 2018년, '산사, 한국의 산지승원'이라는 명칭으로 유네스코 세계문화유산에 등재되었다.

## 역사
백제 성왕 7년인 529년에 고구려 승려 아도화상이 절을 짓고 해천사(海川寺)라고 부른 것이 선암사의 기원이라고 전해진다.
남북국 시대 통일신라 경문왕 1년(861년)에 도선이 선암사를 창건하고 1철불 2보탑 3부도를 세웠다.
고려 시대에 의천이 절을 크게 중창하고 천태종의 본거지로 번창했으나, 조선 선조 때 정유재란으로 큰 피해를 입어 절이 거의 소실되었다. 복구도 늦어져 1660년에야 중창되었다.
한국전쟁 이전에는 전각 9동을 비롯한 총 65동의 건물이 있었으나, 전쟁 중에 불에 타서 소실됐다. 현재는 대웅전, 원통전, 팔상전, 불조전(佛祖殿), 강선루(降仙樓) 등 크고 작은 20여 동의 건물이 남아있다.
태고보우 조사의 가풍을 이어받아 현재는 한국불교태고종 소속의 사찰이다.
선조사의 법맥상속으로 지금까지 잘 보존하여 2018년 6월 세계문화유산(산사, 한국의 산지승원)으로 등재됐다.
순천시의 대표적인 관광지로 봄에는 매화가 가을에는 단풍이 들며, 겨울에는 동백꽃이 피어 사시사철 관광객이 많다.

## 문화재
대한민국의 보물 4점과 전라남도도 지정 유형 문화재 5점, 불교회화, 조각, 공예품 등 약 1천 8백여점의 문화재를 보유한 성보박물관이 2001년에 개관되었다. 보물 제395호로 지정된 선암사 3층석탑과, 보물 400호로 지정된 절 입구의 무지개다리 승선교(昇仙橋)와 강선루(降仙樓), 불교 사상을 구현한 독특한 양식의 연못인 삼인당(三印塘)도 유명하다. 그 외 선암사 금동향로(전라남도 유형문화재 제20호) 등이 있다.

### 순천 선암사 동·서 삼층석탑
순천 선암사 동·서 삼층석탑(順天 仙巖寺 東·西 三層石塔)은 절 안의 승선교를 지나 마당에 들어서면 대웅전 앞에 좌우로 서 있는 2기의 삼층석탑으로 보물 제395호이다. 2단으로 이루어진 기단(基壇) 위에 3층의 탑신(塔身)을 올린 형태이다. 규모와 수법이 서로 같아서 같은 사람의 솜씨로 동시에 세워진 것임을 알 수 있다.

### 선암사 승선교
선암사 승선교(仙岩寺 昇仙橋)는 보물 제400호로, 길이 14m, 높이 4.7m, 폭 4m로 숙종 39년(1713) 호암화상이 6년 만에 완공한 다리이다. 기저부에 별다른 가설이 없고 홍예(虹預) 전체의 문양은 반원형을 이루고 한 개의 아치로 이루어졌다. 다리 중심석 아래에 석재가 조그맣게 돌출되어 있다. 고통의 세계에서 부처의 세계로 건너는 중생들을 보호 수용하겠다는 의지가 담겨 있다.

### 선암사 마애여래입상
선암사(仙岩寺)에서 대각암(大覺庵)으로 올라가는 중간의 바위면에 새긴 불상으로, 약 7m 높이의 바위면에 옴폭 들어가게 새겼다.
머리에는 작은 소라 모양의 머리칼을 붙여 놓았으며, 그 위에는 상투 모양의 머리묶음이 솟아 있다. 눈·코·입이 균형 잡힌 얼굴은 원만하며 얼굴에 비해 귀가 크게 새겨져 《법주사 마애여래의상》(보물 제216호)의 귀와 비슷하다.

## 사진

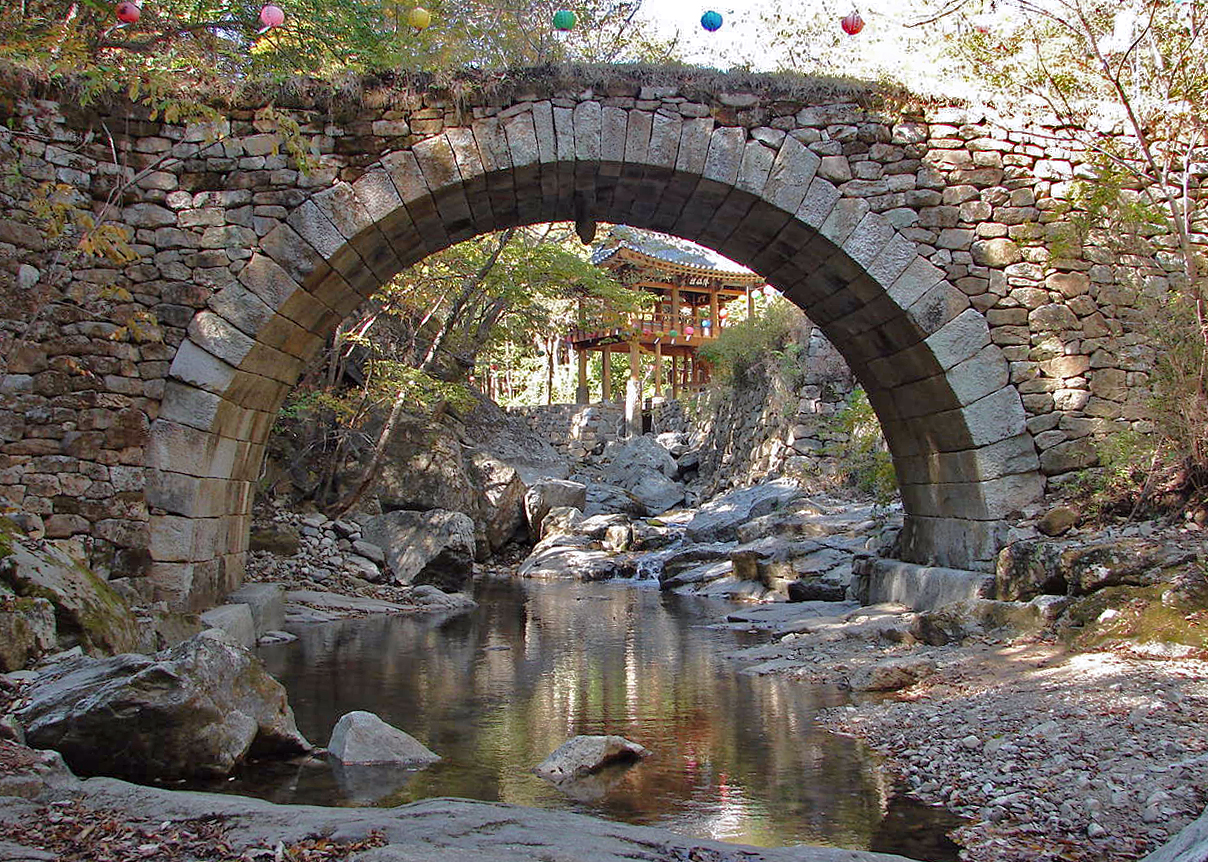
승선교와 강선루
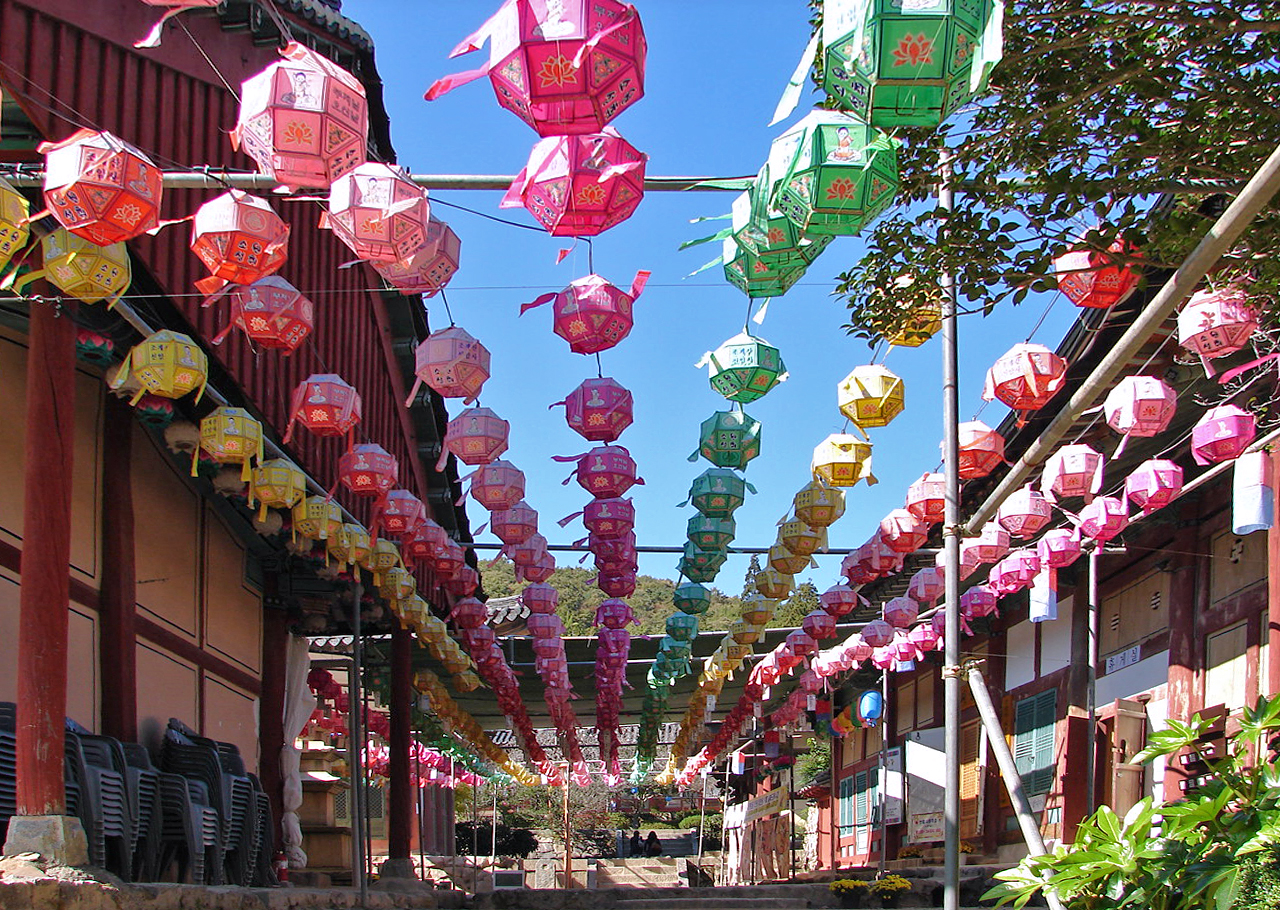
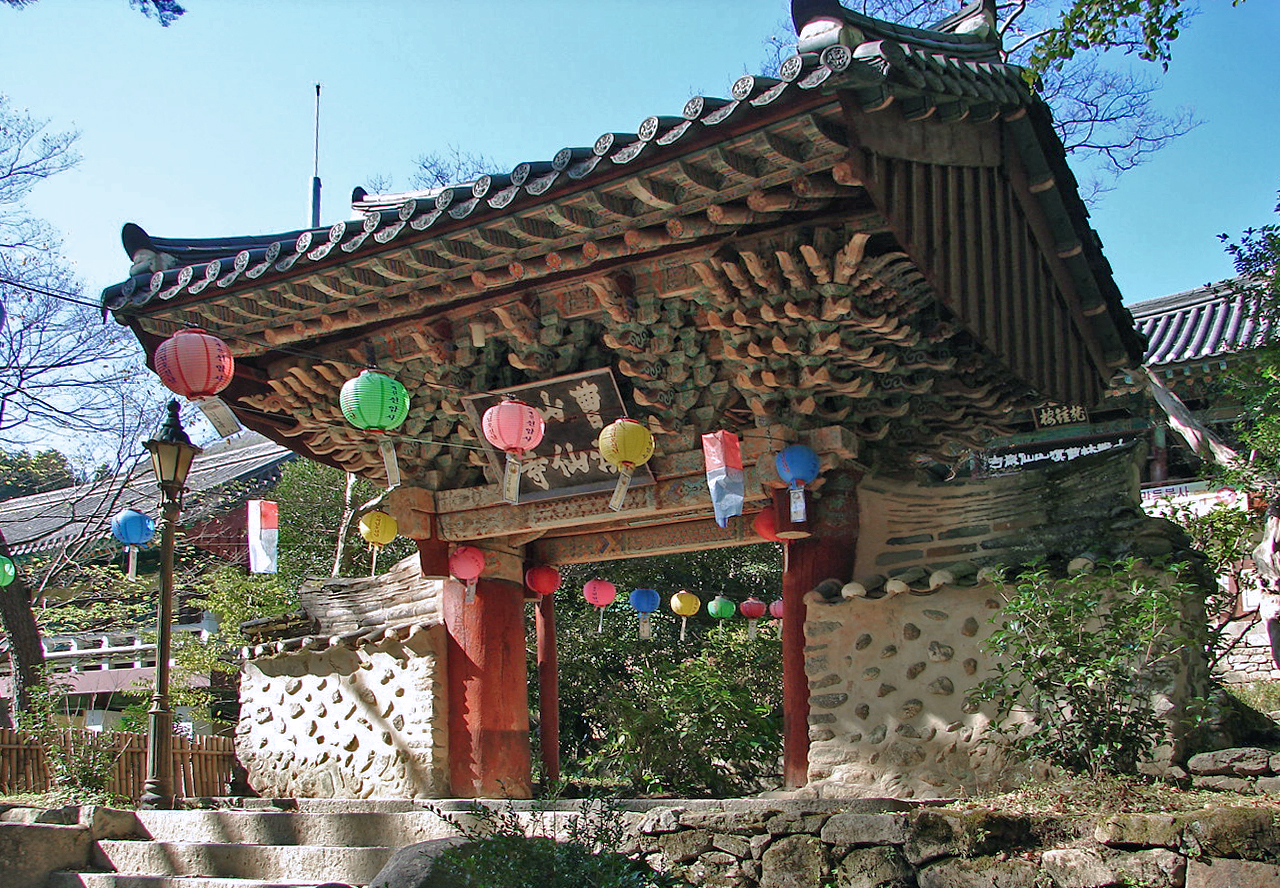
일주문
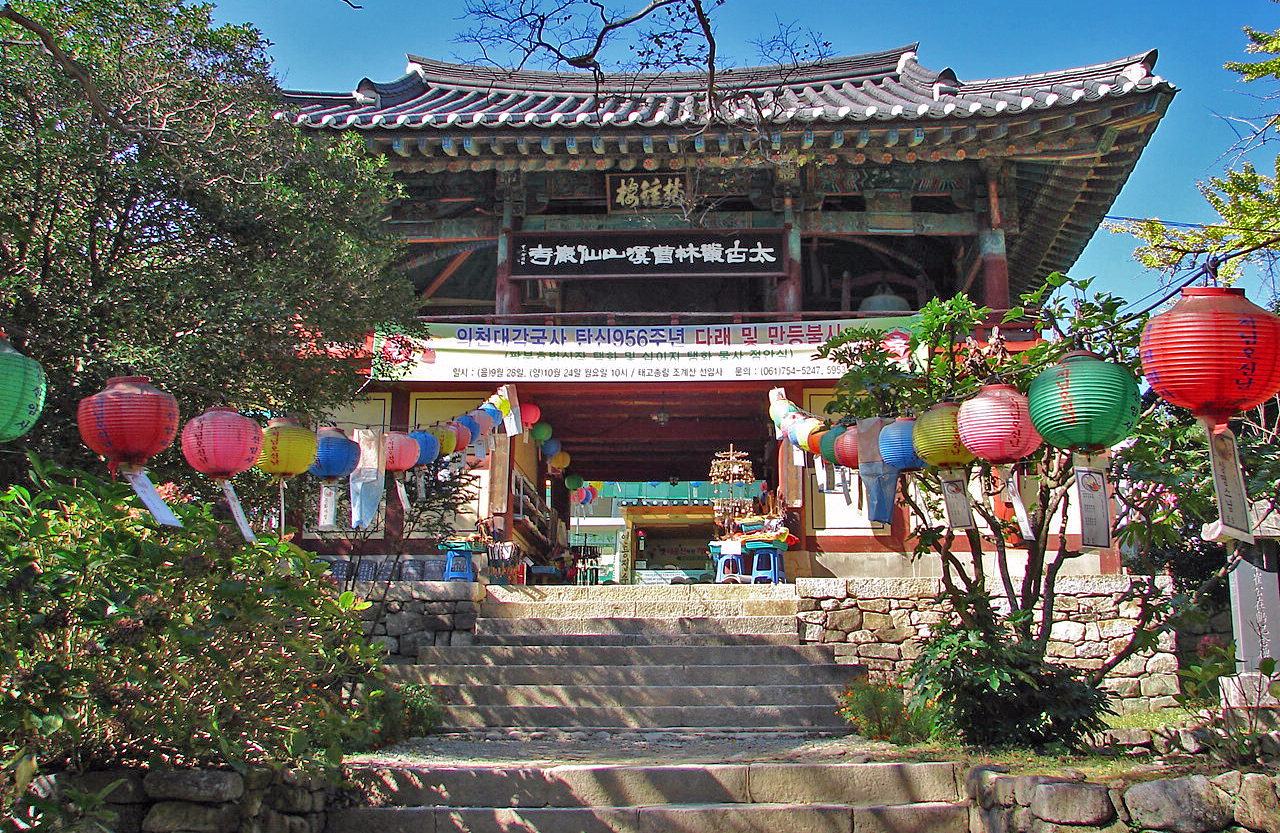
범종루
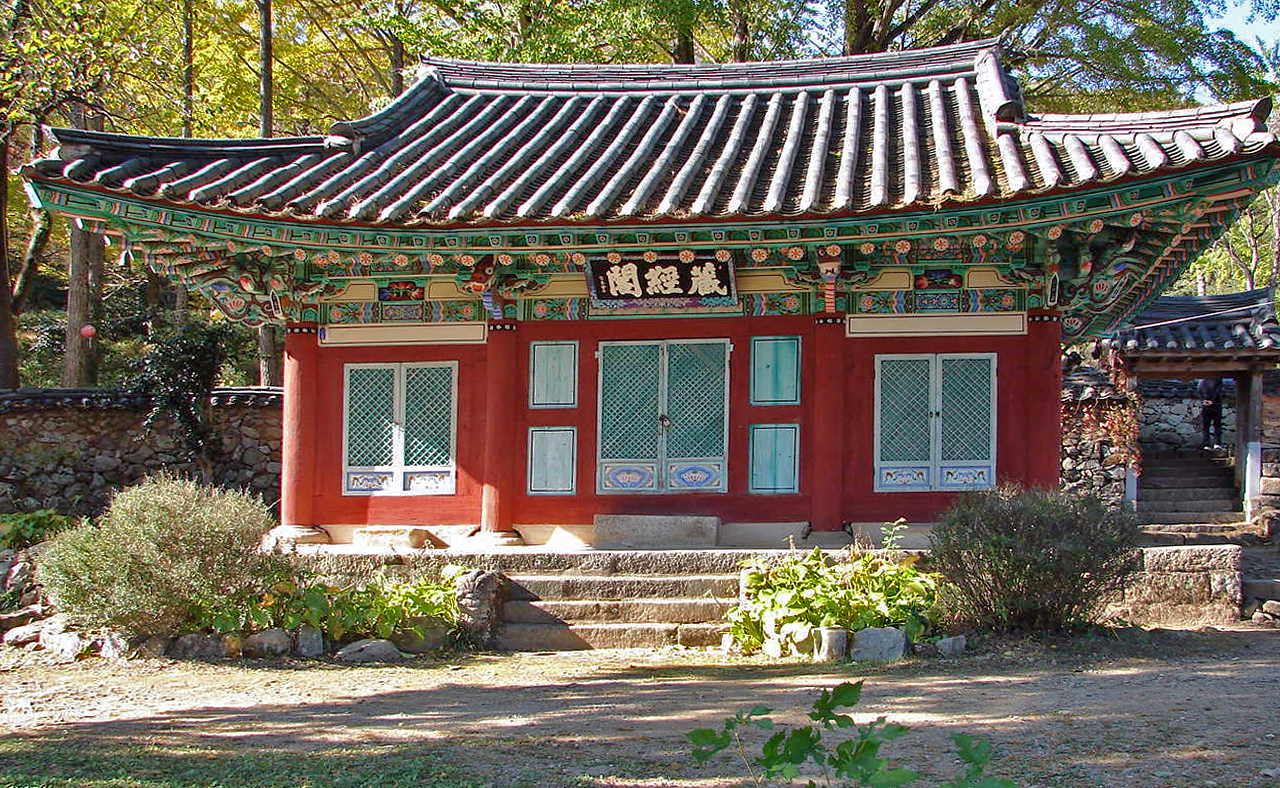
장경각
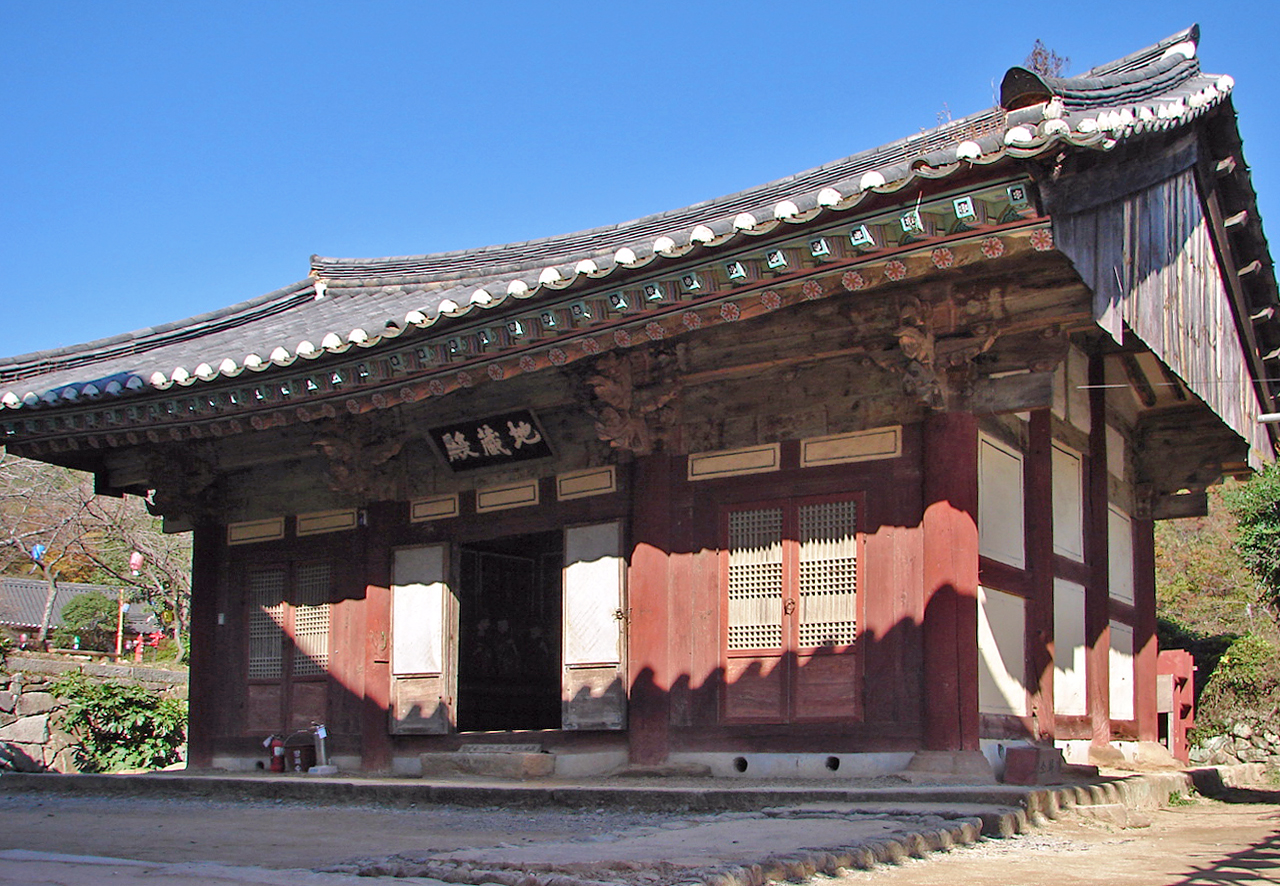
지장전
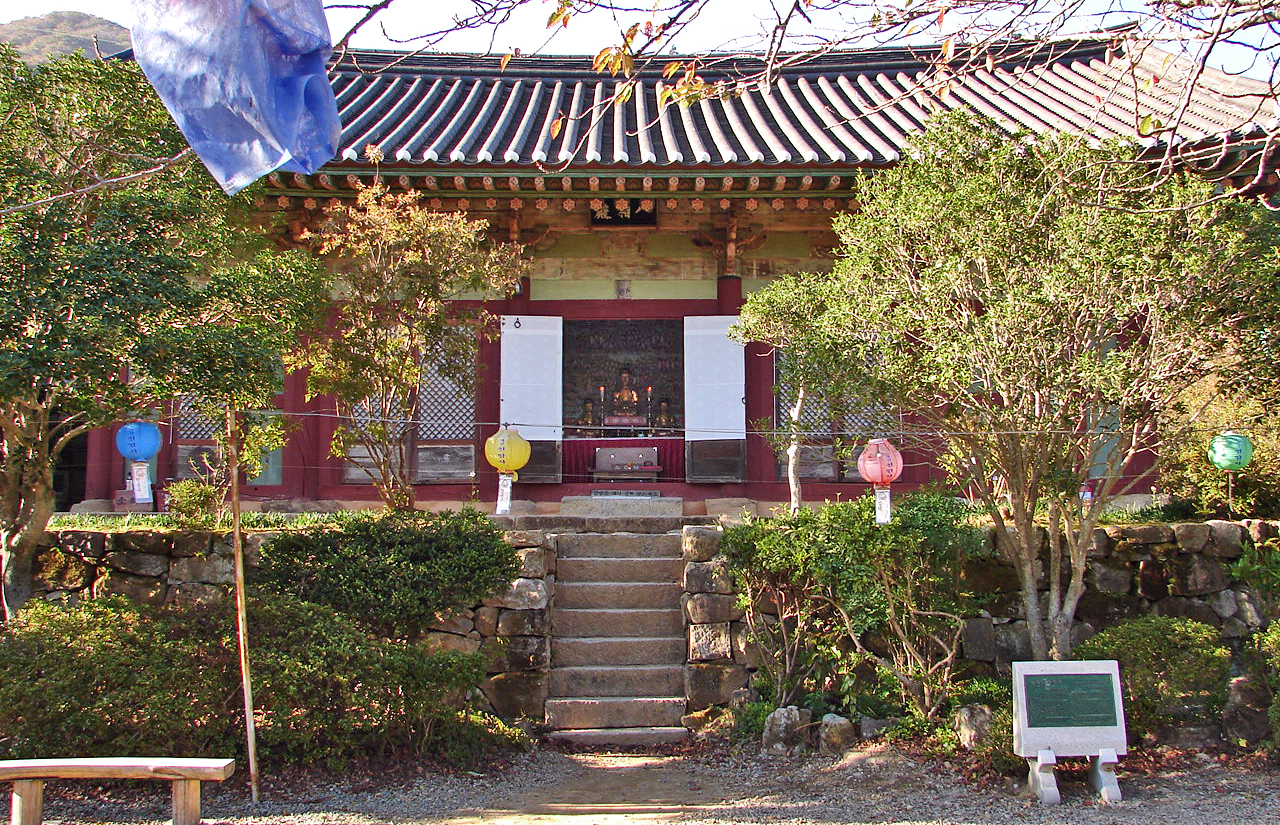
팔상전
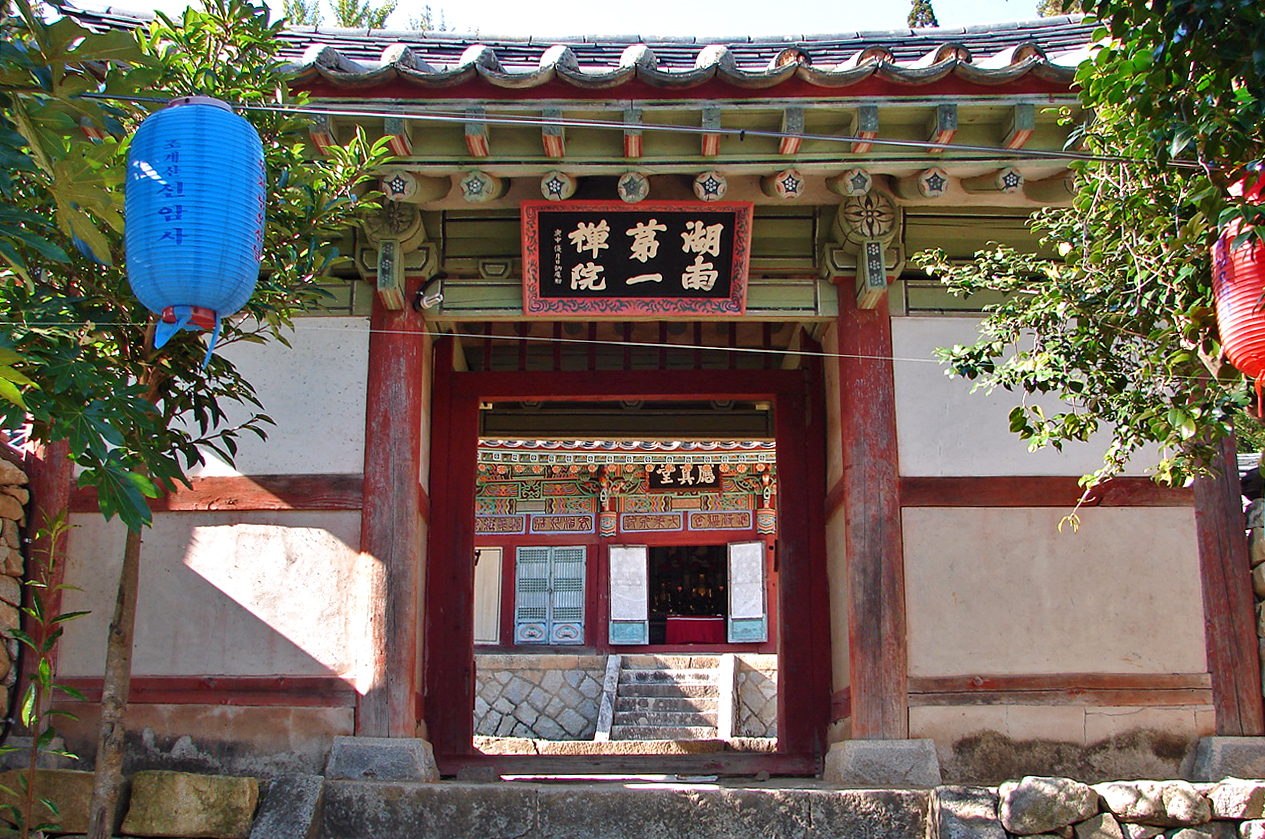
응진당 문각
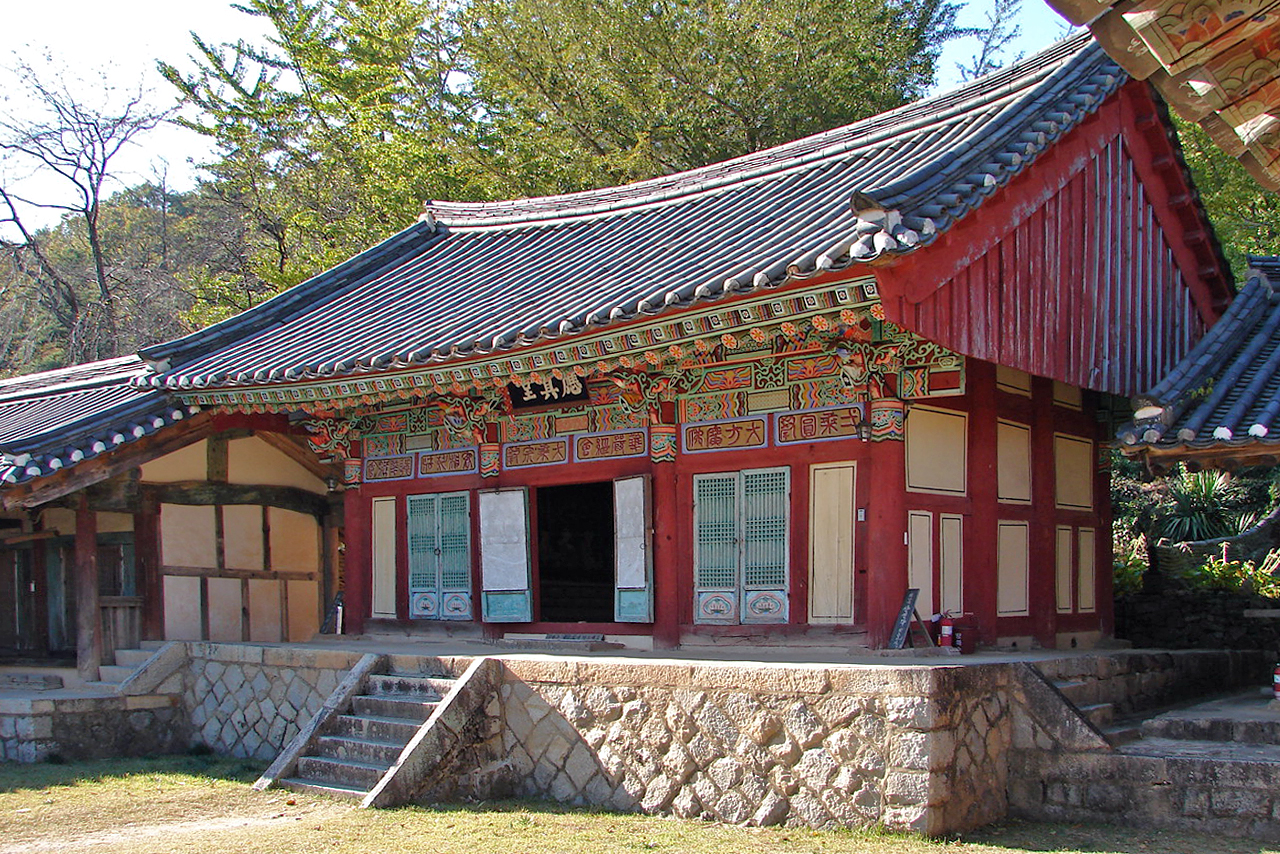
응진당
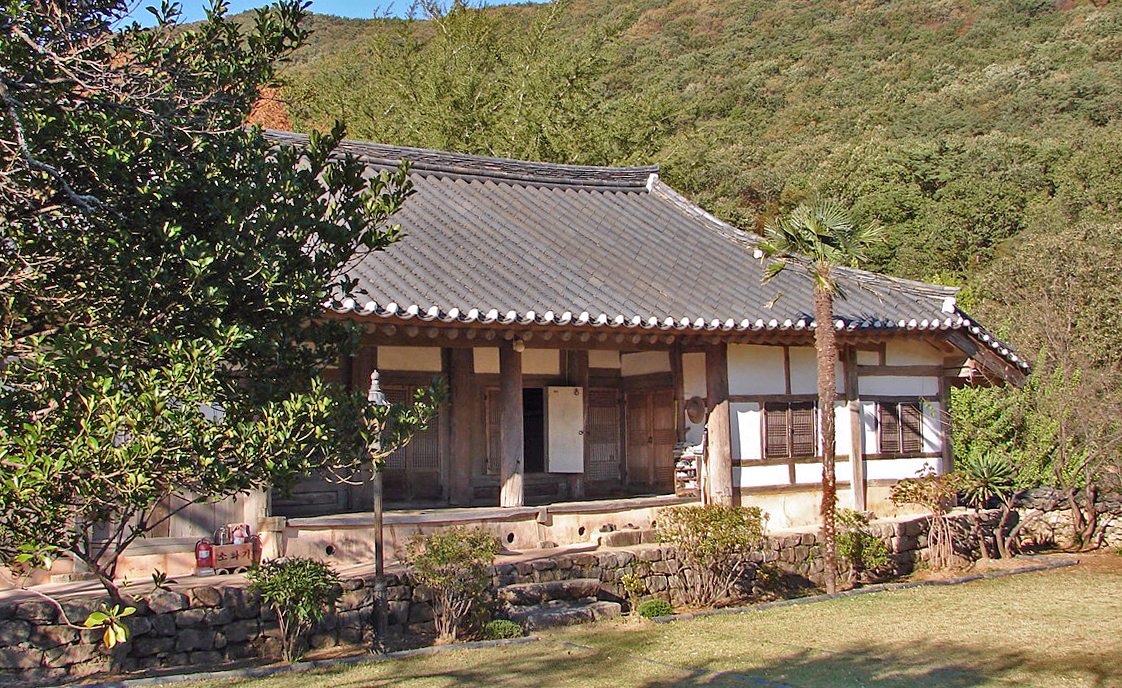
각황전
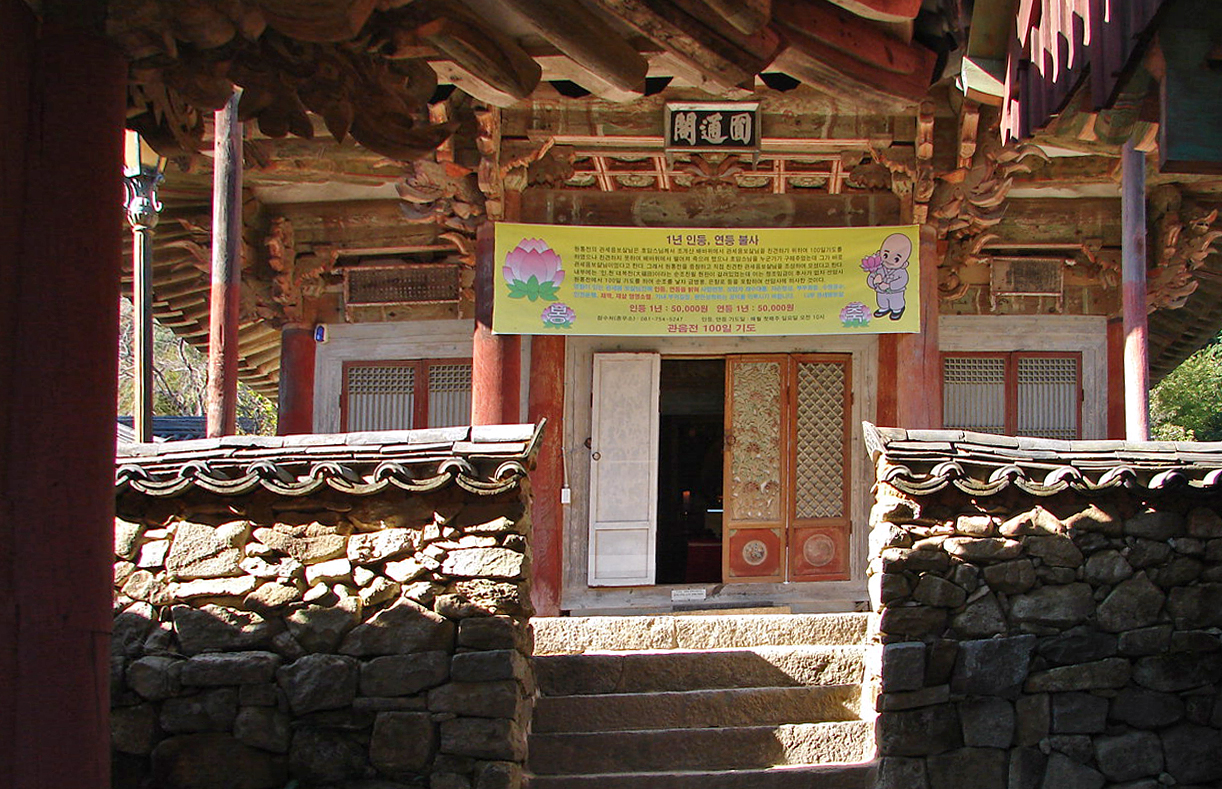
원통각
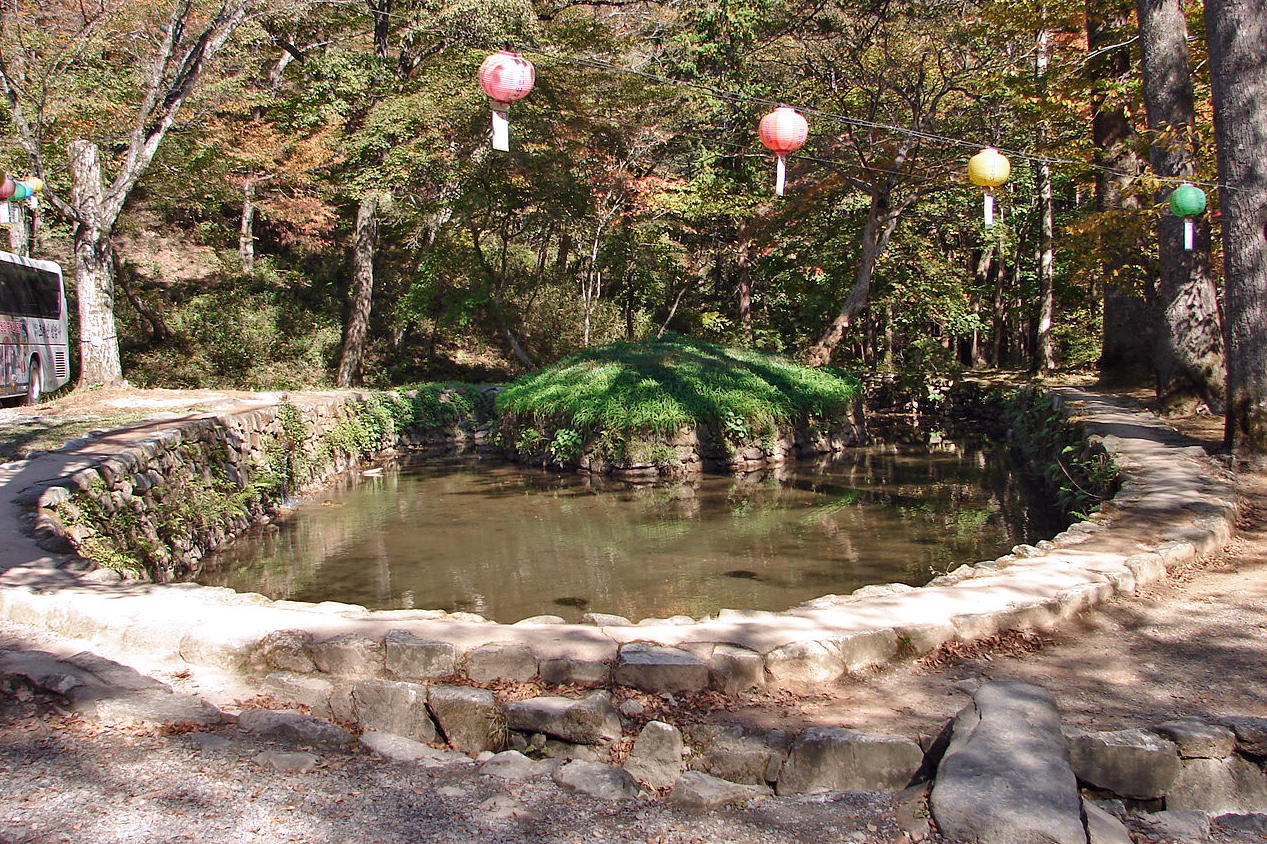
사민당
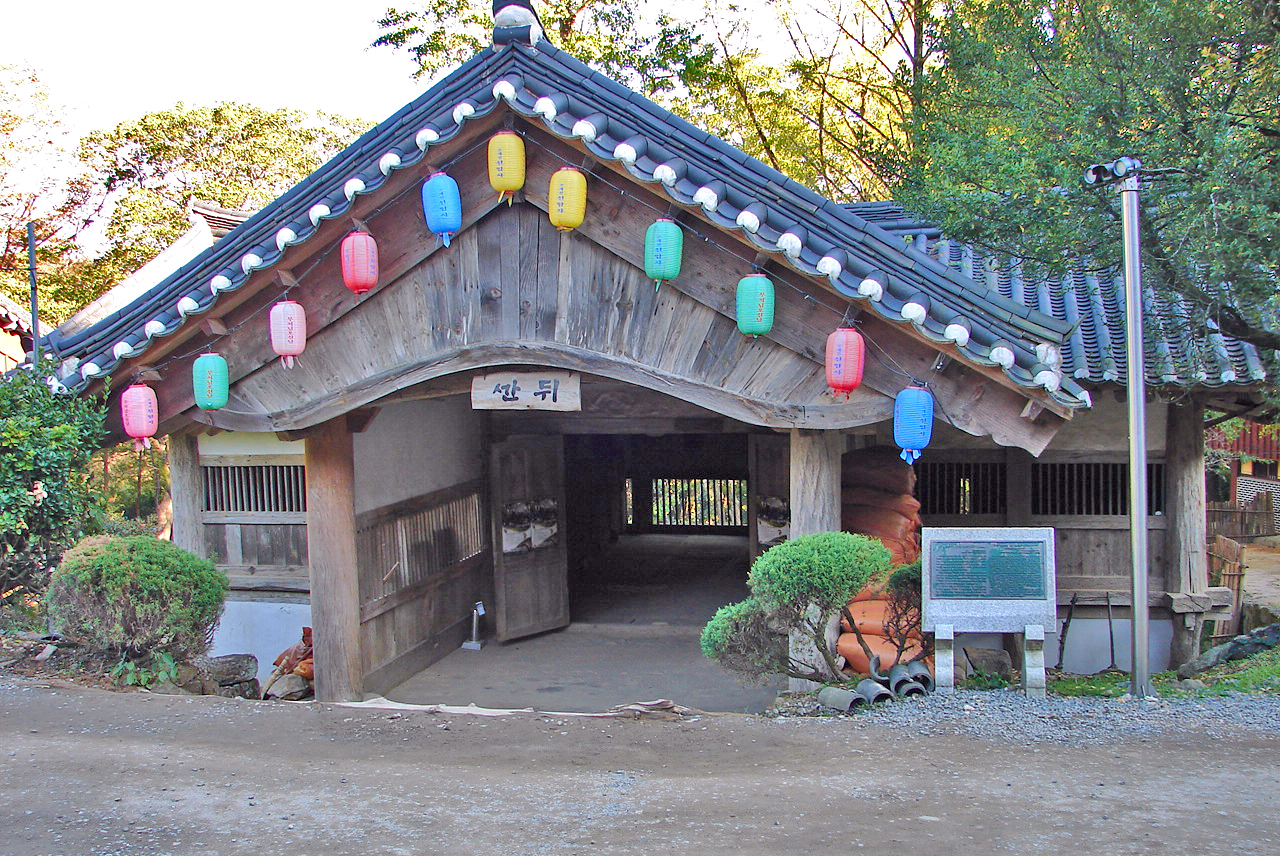
뒤깐
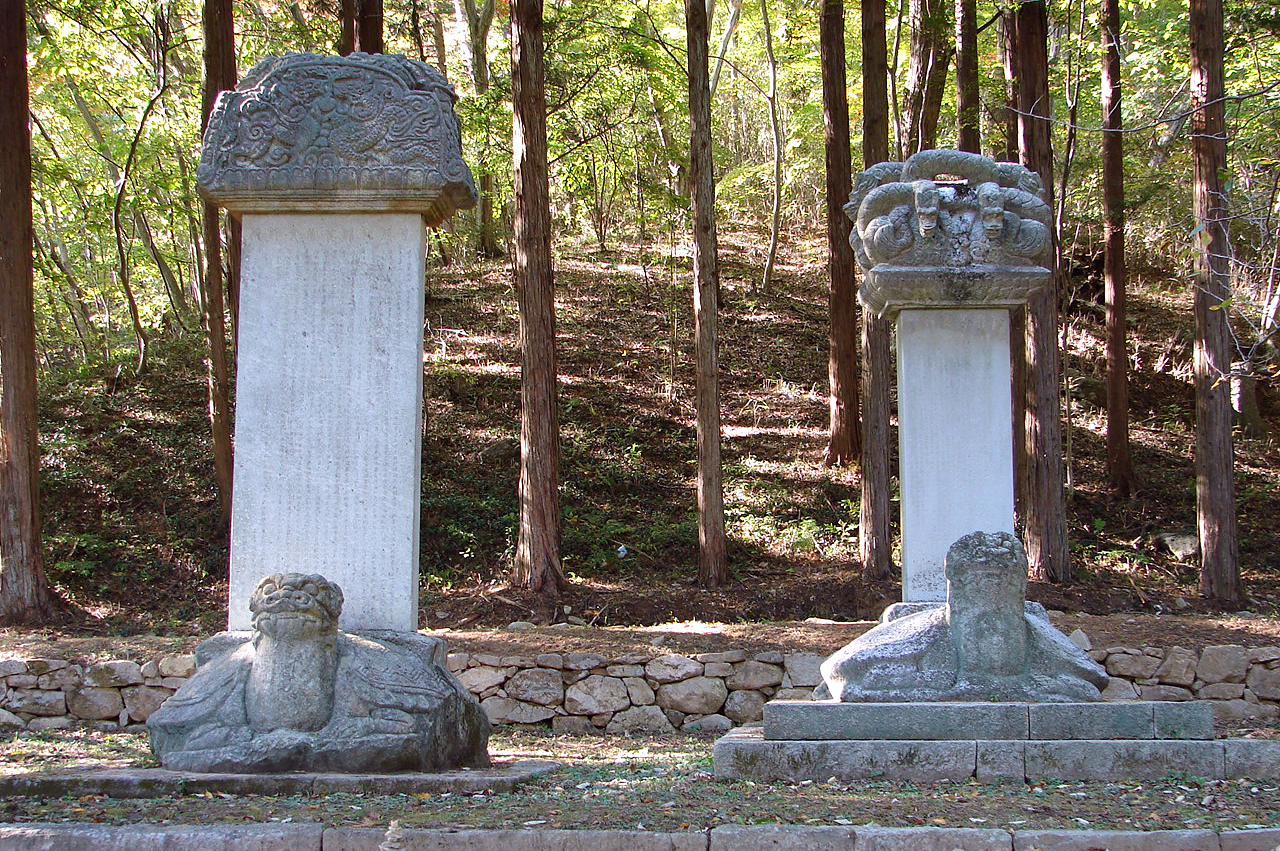
중수비
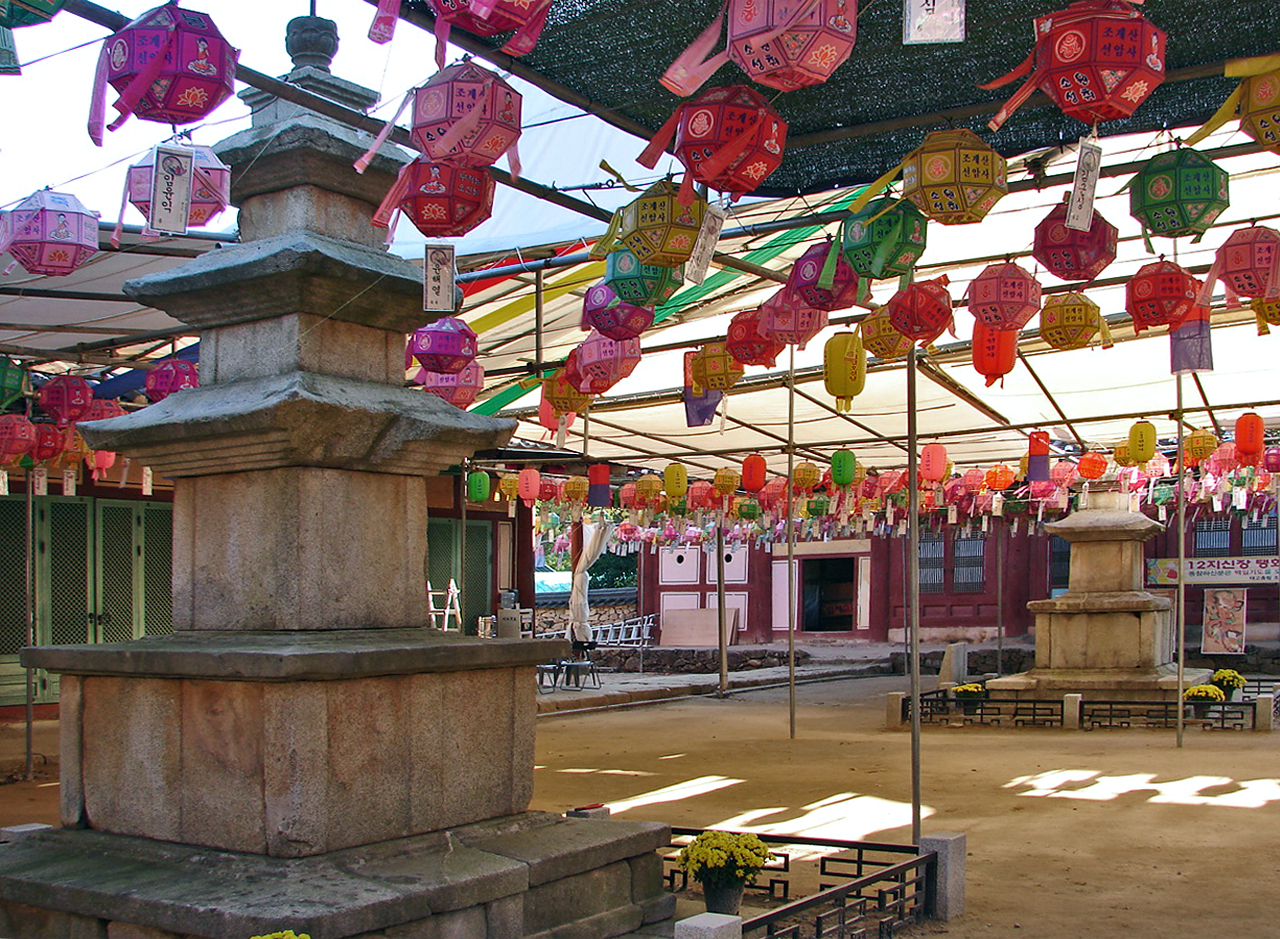
삼층석탑

## 같이 보기
- 순천시
- 조계산
- 조정래(소설가)

## 참고 자료
- “연혁”. 선암사. 2007년 9월 2일에 원본 문서에서 보존된 문서. 2008년 5월 2일에 확인함.